# Сартр, Жан-Поль
Жан-Поль Шарль Эма́р Сартр (фр. Jean-Paul Charles Aymard Sartre; 21 июня 1905, Париж, Франция — 15 апреля 1980, Париж, Франция) — французский философ-экзистенциалист, представитель атеистического экзистенциализма, писатель, драматург и эссеист, социалист. Лауреат Нобелевской премии по литературе 1964 года, от которой отказался.
Сартр размышлял о свободе, отчуждении и диалектике, был пацифистом, выступал против агрессии в больших войнах своего времени. Выступал за открытые отношения. В 1952—1954 годах Сартр склонялся к марксизму, впрочем, и до этого позиционировал себя как человек левого толка.
Сартр написал множество литературных и философских работ, из которых самые известные — «Экзистенциализм — это гуманизм» (1946) и «Тошнота» (1938).

## Биография
Родился 21 июня 1905 года в Париже и был единственным ребёнком в семье. Его отец Жан-Батист Сартр, офицер военно-морских сил Франции, мать — Анна-Мария Швейцер. По материнской линии Жан-Поль был двоюродным племянником Альберта Швейцера. Когда Жан-Полю было 15 месяцев, его отец умер. Семья перебралась в родительский дом в Мёдоне.
Учился в лицеях Генриха IV и Монтень. В лицее Генриха IV он познакомился с Полем Низаном, с которым у него завязалась дружба настолько сплоченная, что их прозвали «Нитр и Сарзан». После окончания лицея Сартр поступает в Высшую нормальную школу (фр. École normale supérieure). С первых лет учёбы в Высшей нормальной школе Сартр был одним из её самых яростных шутников. В 1927 году Сартр совместно с Жоржем Кангильемом написал антимилитаристскую сатирическую карикатуру, которая была опубликована в журнале Высшей нормальной школы и вызвала неудовольствие директора школы, Гюстава Лансона. В том же году вместе со своими товарищами Низаном, Ларрутисом, Байю и Эрланом Сартр организовал розыгрыш в СМИ после успешного полета Чарльза Линдберга из Нью-Йорка в Париж: они позвонили в редакции газет и сообщили, что Линдбергу будет присуждена почётная степень Высшей нормальной школы. Многие газеты объявили об этом событии 25 мая. Тысячи людей, включая журналистов и любопытных зрителей, пришли, не подозревая, что то, что они видели, было трюком с участием двойника Линдберга. Скандал вынудил Лансона уйти в отставку.
Таким образом, Сартр приобрел широкую известность в Высшей нормальной школе: когда он приходил в столовую, его встречали аплодисментами. Кроме того, Сартр отличался высокой активностью и в других направлениях; читал более 300 книг в год, писал песни, стихи, рассказы, романы. Сартр подружился со ставшими впоследствии знаменитыми людьми, такими как Пьер-Анри Симон, Раймонд Арон, Морис Мерло-Понти и Анри Гийемен. В 1929 году он познакомился с Симоной де Бовуар, ставшей не просто спутницей его жизни, но ещё и автором-единомышленником.
В том же году окончил Высшую нормальную школу с диссертацией по философии, стажировался во Французском институте в Берлине (1934). Преподавал философию в различных лицеях Франции (1931—1939 и 1941—1944).
В 1939 году Сартр был призван во французскую армию, где служил метеорологом. Во время службы Сартр много пишет (написанные им тексты позже будут выпущены под названием «Дневники странной войны»), чтобы избежать контактов со своими сослуживцами, потому что довольно плохо переносил серьёзные и иерархические отношения, характерные для армии. Был взят в плен немецкими войсками в 1940 году в Паду, провёл девять месяцев в качестве военнопленного — в Нанси и, наконец, в Трире, где отошёл от свойственного ему ранее индивидуализма; он рассказывает истории и анекдоты своим сокамерникам, участвует в боксёрских поединках, пишет и ставит спектакль под названием «Бариона, сын грома» для рождественского вечера.
Именно в этот период Сартр прочитал книгу Мартина Хайдеггера «Бытие и время», которая позже оказала большое влияние на его собственное эссе о феноменологической онтологии. Из-за плохого состояния здоровья Сартр был освобождён в апреле 1941 года. Согласно другим источникам, он сбежал после медицинского визита к офтальмологу. Получив гражданский статус, он восстановил свою должность преподавателя в лицее Пастера близ Парижа и поселился в отеле Mistral. В октябре 1941 года он получил должность, которую ранее занимал учитель-еврей, которому законом Виши было запрещено преподавать в лицее Кондорсе в Париже.
Вернувшись в Париж в мае 1941 года, он участвовал в создании подпольной антифашистской группы Socialisme et Liberté (рус. Социализм и свобода) вместе с Симоной де Бовуар, Морисом Мерло-Понти, Жаном-Туссеном Десанти, Домиником Десанти, Жаном Канапой и студентами Высшей нормальной школы. Но группа просуществовала недолго и вскоре распалась, после чего Сартр вернулся к писательской деятельности. Позднее Сартр будет подвергнут резкой критике со стороны Владимира Янкелевича, который обвинит его в том, что он больше заботился о продвижении своей карьеры, чем осуждал или противодействовал оккупанту.
Сартр был очень активным сотрудником Combat (рус. Бой), газеты, созданной в подпольный период Альбером Камю. Сартр и де Бовуар оставались друзьями Камю до 1951 года, когда был опубликован роман Камю «Бунтующий человек». Согласно Камю, Сартр был писателем, который сопротивлялся, а не сопротивляющимся, который писал.
В 1943 году Сартр опубликовал философское исследование «Бытие и ничто» и написал и поставил антифашистскую пьесу «Мухи».
Первый период карьеры Сартра, во многом определяемый «Бытием и ничто» (1943) сменился вторым периодом, когда мир воспринимался как расколотый на коммунистический и капиталистический блоки — широко афишируемого политического участия. Сартр был склонен прославлять Сопротивление после войны как бескомпромиссное выражение морали в действии. Сартр был «беспощаден» в нападках на любого, кто сотрудничал или оставался пассивным во время немецкой оккупации; например, критикуя Камю за то, что он подписал призыв спасти писателя-коллаборациониста Робера Бразийака от казни. В его пьесе 1948 года «Грязные руки» в частности, рассматривалась проблема того, чтобы быть политически «ангажированным» интеллектуалом.
В октябре 1945 года вместе с Симоной де Бовуар и Морисом Мерло-Понти основал журнал «Новые времена» (Les Temps modernes).
Саркастически упомянут в 3-м томе «Архипелага Гулаг» Александра Солженицына.
В 1949 году выступал в качестве защитника СССР и советского строя на процессе Кравченко в Париже. Выступал как сторонник мира на Венском конгрессе народов в защиту мира в 1952 году, в 1953 году был избран членом Всемирного Совета Мира. В то время Сартр верил в моральное превосходство Восточного блока, утверждая, что эта вера была необходима «для поддержания надежды» и выступал против любой критики Советского Союза до такой степени, что Морис Мерло-Понти назвал его «ультрабольшевиком». Выражение Сартра «рабочие Бийанкура не должны быть лишены своих надежд» («Il ne faut pas désespérer Billancourt») стало крылатой фразой, означающей, что коммунистические активисты не должны говорить всю правду рабочим, чтобы избежать снижения их революционного энтузиазма.
В 1964 году Сартр выступил с критикой «Секретного доклада» Хрущева, в которой осуждались сталинские репрессии и чистки. Сартр утверждал, что «массы не были готовы воспринять истину».
В 1973 году он утверждал, что «революционной власти всегда нужно избавиться от некоторых людей, которые угрожают ей, и их смерть — единственный способ». Ряд людей, начиная с Фрэнка Гибни в 1961 году, классифицировали Сартра как «полезного идиота» из-за его некритической позиции.
Сартр восхищался польским лидером Владиславом Гомулкой, человеком, который выступал за «польский путь к социализму» и хотел большей независимости для Польши, но был лоялен Советскому Союзу из-за вопроса о линии Одер-Нейсе. Газета Сартра Les Temps Modernes в 1957 и 1958 годах посвятила ряд специальных выпусков Польше при Гомулке, восхваляя его за реформы. Бонди писал о заметном противоречии между «ультрабольшевизмом» Сартра, когда он выражал восхищение китайским лидером Мао Цзэдуном как человеком, который привёл угнетённые массы Третьего мира к революции, в то же время восхваляя более умеренных коммунистических лидеров, таких как Гомулка.
В 1956 году Сартр и редакция журнала «Новые времена» дистанцировались (в отличие от Камю) от принятия идеи французского Алжира и поддержали стремление к независимости алжирского народа. Сартр выступает против пыток, защищает свободу народов определять свою судьбу, анализирует насилие как гангренную производную колониализма.
После неоднократных угроз французских националистов ими была дважды взорвана его квартира в центре Парижа; редакцию «Новых времён» боевики-националисты захватывали пять раз.
В 1960 году вышла его работа «Критика диалектического разума». В «Критике» Сартр намеревался дать марксизму более энергичную интеллектуальную защиту, чем он получал до этого; в конце он пришёл к выводу, что представление Маркса о «классе» как объективной сущности было ошибочным. Акцент Сартра на гуманистических ценностях в ранних работах Маркса привел к спору с ведущим левым интеллектуалом Франции 1960-х годов Луи Альтюссером, который утверждал, что идеи молодого Маркса были решительно вытеснены «научной» системой позднего Маркса. В конце 1950-х годов Сартр начал утверждать, что европейские рабочие классы были слишком аполитичны, чтобы осуществить революцию, предсказанную Марксом, и под влиянием Франца Фанона заявил, что именно обедневшие массы Третьего мира, «настоящие проклятые земли», осуществят революцию. Главной темой политических эссе Сартра в 1960-х годах было его отвращение к «американизации» французского рабочего класса, который предпочел бы смотреть американские телешоу, дублированные на французский, чем агитировать за революцию.

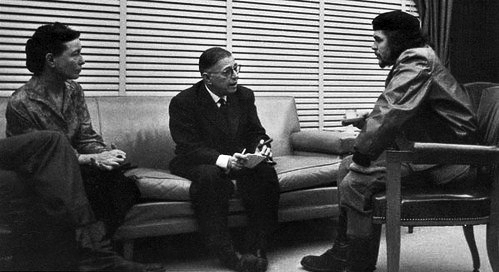
Жан-Поль Сартр и Симона Бовуар беседуют с Че Геварой. Гавана, февраль 1960 года

Сартр, как и многие представители интеллигенции стран третьего мира, активно оказывал поддержку кубинской революции 1959 года. В июне 1960 года он написал во Франции 16 статей, озаглавленных «Ураган на сахар». В это время он сотрудничал с кубинским новостным агентством «Пренса Латина». Также Сартр отправился на Кубу в 1960-х годах, чтобы встретиться с Фиделем Кастро и поговорить с Эрнесто «Че» Геварой. После смерти Гевары Сартр объявил его «не только интеллектуалом, но и самым совершенным человеком нашего века» и «самым совершенным человеком эпохи». Сартр также хвалил Гевару, заявляя, что «он жил своими словами, говорил о своих собственных действиях, а его история и история мира шли параллельно». Но потом произошёл разрыв c Кастро, в 1971 году из-за «дела Падилья», когда кубинский поэт Падилья был заключён в тюрьму за критику режима Кастро.
Сартр принял активное участие в Трибунале Рассела по расследованию военных преступлений, совершенных во Вьетнаме. В 1967 году Международный трибунал по расследованию военных преступлений провёл два своих заседания — в Стокгольме и в Роскилле, где Сартр произнёс свою нашумевшую речь о геноциде, в том числе во французском Алжире.
Сартр был участником революции во Франции 1968 года (можно даже сказать, её символом: бунтующие студенты, захватив Сорбонну, впустили внутрь одного только Сартра), в послевоенные годы — многочисленных демократических, маоистских движений и организаций. Участвовал в протестах против Алжирской войны, подавления Венгерского восстания 1956 года, Вьетнамской войны, против вторжения американских войск на Кубу, против ввода советских войск в Прагу, против подавления инакомыслия в СССР. В течение жизни его политические позиции достаточно сильно колебались, но всегда оставались левыми, и всегда Сартр отстаивал права обездоленного человека, того самого униженного «Самоучки», если цитировать роман «Тошнота». В частности, он выступал в защиту арестованных членов RAF и персонально Андреаса Баадера.

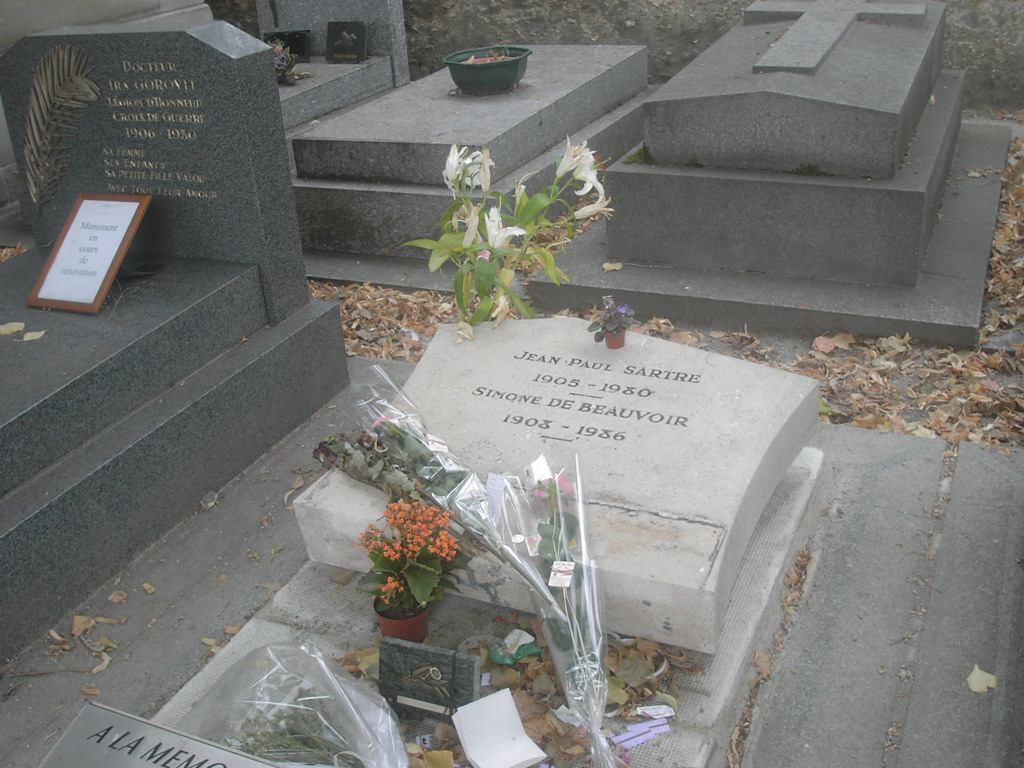
Могила Сартра и Бовуар на кладбище Монпарнас

В 1968 году во время студенческих волнений в Париже Жан-Поль Сартр отказался от учреждения студенческой премии в свою честь в Сорбонне (премию предполагалось присуждать за лучшее студенческое эссе на темы, посвящённые проблемам трактовки понятий свободы, экзистенциального выбора и гуманизма в целом).
Во время очередного протеста, переросшего в беспорядки, Сартр был задержан, что вызвало негодование студенчества. Когда об этом узнал Шарль де Голль, то он приказал выпустить Сартра, сказав: «Франция Вольтеров не сажает».
Умер 15 апреля 1980 года в Париже от отёка лёгких, и в последний путь его провожали 50 тысяч человек.

## Творчество
Литературная деятельность Сартра началась с романа «Тошнота» (фр. La Nausée; 1938). Многими критиками этот роман считается лучшим произведением Сартра, в нём он поднимается до глубинных идей Евангелия, но с атеистических позиций.
В 1945 году Сартр отказался от ордена Почётного легиона.
В 1964 году Жан-Поль Сартр был удостоен Нобелевской премии по литературе «за богатое идеями, пронизанное духом свободы и поисками истины творчество, оказавшее огромное влияние на наше время». Он отказался принять эту награду, заявив о своём нежелании быть чем-либо обязанным какому-либо социальному институту и поставить под сомнение свою независимость. Кроме того, Сартра смущала «буржуазная» и ярко выраженная антисоветская ориентация Нобелевского комитета, выбравшего, по его словам («Почему я отказался от премии»), неудачный момент для присвоения премии — когда Сартр открыто критиковал СССР.
В том же году Сартр заявил о своём отказе от литературной деятельности, охарактеризовав литературу как суррогат действенного преобразования мира.
Мировоззрение Сартра сложилось под влиянием, прежде всего, Бергсона, Гуссерля, Достоевского и Хайдеггера. Увлекался психоанализом. Написал предисловие к книге Франца Фанона «Проклятьем заклеймённые», способствуя тем самым популяризации его идей в Европе. Ввёл в обиход литературной критики термин «антироман», ставший обозначением литературного направления.

## Философская концепция

### Свобода
Одним из центральных понятий для всей философии Сартра является понятие свободы. У Сартра свобода представлялась как нечто абсолютное, раз и навсегда данное («человек осужден быть свободным»). Она предшествует сущности человека. Сартр понимает свободу не как свободу духа, ведущую к бездействию, а как свободу выбора, которую никто не может отнять у человека: узник свободен принять решение — смириться или бороться за своё освобождение, а что будет дальше — зависит от обстоятельств, находящихся вне компетенции философа.
Концепция свободы воли развёртывается у Сартра в теории «проекта», согласно которой индивид не задан самому себе, а проектирует, «собирает» себя в качестве такового. Тем самым он полностью отвечает за себя и за свои поступки. Для характеристики позиции Сартра подходит им самим приведённая в статье «Экзистенциализм — это гуманизм» цитата Понжа: «Человек — это будущее человека».
«Экзистенция» и есть постоянно живой момент деятельности, взятый субъективно. Этим понятием обозначается не устойчивая субстанция, а постоянная потеря равновесия. В «Тошноте» Сартр показывает, что мир не имеет смысла, «Я» не имеет цели. Через акт сознания и выбора «Я» придаёт миру значение и ценность.
Именно человеческая деятельность придаёт смысл окружающему миру. Предметы — это знаки индивидуальных человеческих значений. Вне этого они — просто данность, пассивные и инертные обстоятельства. Придавая им то или иное индивидуально-человеческое значение, смысл, человек формирует себя в качестве так или иначе очерченной индивидуальности.

### Отчуждение
С понятием свободы связывается понятие «отчуждение». Современного индивида Сартр понимает как отчуждённое существо: его индивидуальность стандартизована (как стандартизован официант с профессиональной улыбкой и точно рассчитанными движениями), подчинена различным социальным институтам, которые как бы «стоя́т» над человеком, а не происходят от него (например, государство, которое представляет отчуждённый феномен — отчуждение у индивида способности принимать участие в совместном управлении делами), а следовательно, лишена самого важного — способности творить свою историю.
Отчуждённый от себя человек имеет проблемы с материальными предметами — они давят на него своим навязчивым существованием, своим вязким и солидно-неподвижным присутствием, вызывая «тошноту» (тошнота Антуана Рокантена в одноимённом произведении). В противовес этому Сартр утверждает особые, непосредственные, цельные человеческие отношения.

### Диалектика
Суть диалектики заключается в синтетическом объединении в целостность («тотализация»), поскольку лишь внутри целостности имеют смысл диалектические законы. Индивид «тотализирует» материальные обстоятельства и отношения с другими людьми и сам творит историю — в той же мере, в какой она — его. Объективные экономические и социальные структуры выступают в целом как отчуждённая надстройка над внутренне-индивидуальными элементами «проекта». Требование тотализации предполагает, что человек раскрывается во всех своих проявлениях целиком.
Тотализация расширяет пространство человеческой свободы, так как индивид осознаёт, что история создаётся им самим.
Сартр настаивает на том, что диалектика исходит именно от индивидуума, потому что отсюда вытекают её принципиальная познаваемость, «прозрачность» и «рациональность» как результаты непосредственного совпадения человеческой деятельности и познания этой деятельности (совершая какой-либо поступок, человек думает, что знает, для чего он его совершает).
Поскольку же в природе ничего этого нет, Сартр выступает с отрицанием диалектики природы, выдвигая против неё целый ряд аргументов.

### Любовь
Развернутую концепцию любви Сартр излагает в 1 части 3 главы своей книги «Бытие и Ничто» под названием «Любовь, Язык, Мазохизм».
Следуя феноменологической традиции, Сартр исходит из интенциональности сознания — сознание всегда направлено на что-то, оно не имеет собственного содержания, всегда является осознанием чего-то. Этим определяется невозможность субъекта осознавать себя (кроме как через взгляд Другого) и осознавать Другого в качестве субъекта (в случае любви, и "Я", и Другой становятся объектами).
В качестве изначального смысла бытия-для-другого Сартр называет конфликт. Этот конфликт возникает в силу того, что отношения с Другим — отношения взаимной зависимости. "Я" — трансцендентный субъект — не пространственно-временная вещь, которая бытует в-себе. "Я" существует принципиально иным образом — постоянно полагая объекты бытующими для-себя. Сартр считает, что осознание себя оказывается не только рефлексивным сознанием для-меня, но и сознанием для Другого. Никогда не будучи собственным объектом, "Я" не может выносить суждения о себе, однако, именно это мы наблюдаем, когда речь идёт, например, о стыде. Нам стыдно за то, какими мы являемся другому. Другой — доступ к нам, как к объекту: именно в этом смысле другой владеет тайной того, чем "Я" являюсь — взгляд другого не просто открывает мне это, но конструирует меня в новом типе бытия — бытия-объектом, не перенося меня, тем не менее, в область своего собственного бытия (зону собственной ответственности). Таким образом, бытие Другого, по Сартру, — необходимая, но не доказуемая (потому как принципиально недоступна нашему опыту) часть бытия. Cogito (мыслю, мышление, осмысление) другого мы знаем не как объект. Именно это определяет специфику отношений меня с Другим.
При этом, отличить себя от Другого "Я" способен посредством внутреннего отрицания. Сартр рассматривает бытие, как определение себя посредством отрицания. Существует два типа бытия (в зависимости о того, где расположился наблюдатель) и, следовательно, два типа отрицания: для бытия-в-себе это отрицание внешнее: например, «стул - это не стол», в то время, как для бытия для-себя речь идёт уже о внутреннем отрицании: я — тот, кто не является Другим (я — не он), при этом Другой будет определять себя посредством такого же отрицания. Из этих конфликтных отношений взаимного конструирования вырастает история борьбы, отвоевания, поглощения. Две субъективности не могут «быть» одновременно в одном статусе: одна из них должна стать объектом, но уйти от взгляда Другого, который меня объективирует, невозможно, так как только он даёт мне доступ к самому себе, даёт мне возможность быть-для-себя.
Проблема этой борьбы в том, что я не могу попросту отрицать свое тождество с Другим, потому как он является основанием моего бытия. То есть, чтобы преуспеть в этой борьбе и сохранить собственное существование, я должен вобрать в себя Другого в его субъективности: «быть в самом себе Другим». Субъективность другого — его свобода, и "Я" необходимо её сохранить.
Сартр исходит из случайности отношений с Другим, которая заключается в том, что наше отрицание друг друга, конституирующее существование каждого из нас для-себя, никак не связано, не вступает во взаимодействие. И этот факт — причина, по которой "Я" никогда не могу объединиться с Другим. И все же, Сартр считает, что "Я" может воздействовать на то, посредством чего Другой включает его в свое бытия-для себя — на его внутреннее отрицание, и в этом действии "Я" посягает на свободу Другого.
Именно любовь воплощает в себе это стремление овладеть свободой Другого, при этом, не ограничивая её. На вопрос как именно реализуется это стремление, Сартр даёт следующий ответ: любящий желает стать причиной свободы Другого (такой же изначальностью, как и сама эта свобода) и, одновременно, её границей — стать источником и пределом его трансценденции. «Таким образом, хотеть быть любимым — значит хотеть поставить себя вне всякой системы оценок, полагаемой другим как условие любой оценки и как объективное основание всех ценностей», пишет философ.
Цель этого процесса, по Сартру, — обеспечить свое бытие, избавиться от тревоги, сопутствующей тому, что в своём существовании "Я" находится в зависимости от Другого. Поставив себя в качестве некоторой непреодолимости того, что даёт нам наше собственное бытие, мы оказываемся в безопасности — существование "Я" становится необходимым для того, кто обеспечивает его собственное бытие. «Наша объективная сущность предполагает существование Другого, и наоборот, именно свобода Другого служит обоснованием для нашей сущности. Если бы нам удалось интериоризировать всю эту систему, мы оказались бы обоснованием самих себя».
Однако в силу того, что Другой хочет того же, то есть вовсе не спешит ограничить собственную свободу, "Я" стоит перед лицом неразрешимого конфликта: «Любимый не склонен желать для себя влюбленности», поэтому любящий пытается его соблазнить — через свою объективность завладеть субъективностью Другого. Так, соблазн для Сартра — явление себя в качестве объекта, при том непревосходимого объекта, некоторой полноты, которая заставила бы свободу Другого плениться.
Когда любимый станет любящим? «Ответ прост: когда он построит проект быть любимым», что означает, решится на отчуждение своей свободы в пользу свободы Другого. Любовь требует сохранение субъективности Другого, и в этом её чистота. Но эта потребность в субъективности Другого — потребность быть любимым, то есть свобода, по Сартру, которая осуществляет бегство к свободе Другого. Такая свобода "Я" — свобода свободно себя отчуждающая. В этом заключается противоречивость любви. Любить - значит хотеть быть любимым: хотеть, чтобы Другой заставил меня его любить. "Я" отказывается от своей субъективности, чтобы стать абсолютным объектом бытия Другого, но Другой делает то же самое - именно поэтому «любящие остаются существовать каждый для себя в своей тотальной субъективности». Результатом, в соответствии с концепцией Сартра, должно стать уничтожение угрозы со стороны свободы Другого, но лишь в силу желания Другого сохранить субъективность самого этого первого "Я". Такое желание, заключает Сартр, может исчезнуть, и риск стать в один момент объектом для Другого, следовательно, сохраняется.
Ещё одна угроза этим сложным отношениям, которую рассматривает философ, — появление третьего, чей взгляд превратит обоих участников отношения в объекты. Другой, выступающий для меня абсолютной субъективностью, которую "Я" стремился сохранить, следовательно, становится трансцендированной кем-то третьим трансцендентностью, то есть относительностью.

### Художественные произведения
- Тошнота (1938)
- Слова (1964)
- Грязными руками (Les Mains sales, 1948).
- Дороги свободы (Незавершённая тетралогия) (Les chemins de la liberté, 3 vols, 1945—1949)
  - «Возраст зрелости»
  - «Отсрочка[англ.]»
  - «Смерть в душе[англ.]»
  - «Странная дружба»
- Пьесы
  - Мухи (1943)
  - За закрытыми дверями («За запертой дверью», «Взаперти», «Нет выхода») («Huis clos», 1943)
  - Мёртвые без погребения (Morts sans sépulture, 1946)
  - Почтительная потаскушка (La Putain respectueuse, 1946)
  - Дьявол и Господь Бог (1951)
  - «Некрасов» («Только правда») (1955).
  - «Затворники Альтоны» (Les Séquestrés d’Altona, 1960)
- Сборник новелл «Стена[англ.]» (1939)
  - Стена
  - Комната
  - Герострат
  - Интим
  - Детство хозяина
- Троянки (Les Troyannes, 1968), по мотивам трагедии Еврипида

Сценарии:
- «Ставок больше нет» (1947)
- «Фрейд. Киносценарий»

### Литературная критика
- В семье не без урода. Густав Флобер (1821—1857)
- Объяснение «Постороннего»
- Аминадав, или О фантастике, рассматриваемой как особый язык
- Миф и реальность театра
- К театру ситуаций

### Философские и теоретические работы
- Что такое литература
- Бытие и ничто (L'Être et le néant, 1943)
- Основная идея феноменологии Гуссерля: интенциональность
- Проблемы метода
- Воображение
- Трансцендентность эго. Набросок феноменологического описания
- Экзистенциализм — это гуманизм
- Картезианская свобода
- Первичное отношение к другому. Любовь, язык, мазохизм
- Критика диалектического разума

### Политические работы
- Размышления о еврейском вопросе (1944)
- О геноциде (из речи на Расселовском трибунале по военным преступлениям, 1968 год)
- Почему я отказался от премии (1964)
- Эпоха, лишенная морали (из интервью 1975 года)
- Попутчик коммунистической партии (интервью, данное Виктору П. в ноябре 1972)
- Левый радикализм и нелегальность (беседа Филлипа Гави, Виктора Пьера и Ж.-П. Сартра)
- Медленная смерть Андреаса Баадера
- Маоисты во Франции
- Восстание в Венгрии: Призрак Сталина (La révolte de la Hongrie: Le fantôme de Staline, 1956)
- Бунт — дело правое (On a raison de se révolter, 1974)

### Книги на русском языке
- Сартр Ж.-П. Экзистенциализм — это гуманизм / Пер. с фр. М. Грецкого. М.: Издательство иностранной литературы, 1953. — 42 с.
- Сартр Ж.-П. Только правда. — М.: Искусство, 1956.
- Сартр Ж.-П. Слова. — М.: Прогресс, 1966.
- Сартр Ж.-П. Пьесы. — М.: Искусство, 1967.
- Сартр Ж.-П. Стена. Избранные произведения. — М.: Издательство политической литературы, 1992. — 480 с., 100 000 экз.
- Сартр Ж.-П. Герострат / Пер. с фр. Д. Гамкрелидзе, Л. Григорьяна. — М.: Республика, 1992.— 224 с.
- Сартр Ж.-П. Фрейд. / Пер. с фр. Льва Токарева. - М.: Новости, 1992. - 50 000 экз.
- Сартр Ж.-П. Тошнота: Избранные произведения / Пер. с фр. В. П. Гайдамака; вступ. ст. С. Н. Зенкина. — М.: Республика, 1994.
- Сартр Ж.-П. Проблемы метода / Пер. с фр.; примеч. В. П. Гайдамаки. М.: Прогресс, 1994.
- Сартр Ж.-П. Ситуации / Сост. и предисл. С. Великовского. — М.: Ладомир, 1997.
- Сартр Ж.-П. Идиот в семье: Г. Флобер от 1821 до 1857 / Пер. Е. Плеханова. — СПб.: Алетейя, 1998.
- Сартр Ж. П. Бытие и ничто: Опыт феноменологической онтологии / Пер. с фр., предисл., примеч. В. И. Колядко. — М.: Республика, 2000. — 640 с. 5 000 экз. ISBN 5-250-02729-6
- Сартр Ж.-П. Что такое литература? / Пер. с фр. Н. И. Полторацкой. — СПб.: Алетейя: CEU, 2000.
- Сартр Ж.-П. Портрет антисемита. — СПб.: Европейский дом, 2000.
- Сартр Ж.-П. Последний шанс. — СПб.: Азбука, 2000
- Сартр Ж.-П. Воображаемое. Феноменологическая психология воображения / Пер. с фр. М. Бекетовой. — СПб.: Наука, 2001.— 320 с.,
- Сартр Ж.-П. Дневники странной войны, сентябрь 1939 — март 1940 / Предисл. и примеч. А. Э. Сартр; пер. с фр. О. Волчек и С. Фокина. — СПб.: Владимир Даль, 2002.
- Сартр Ж.-П. Слова. Затворники Альтоны / Пер. с фр. Л. Киркач. — М.: Издательство АСТ, 2002.
- Сартр Ж.-П. Бодлер / Пер. с фр. Г. К. Косикова. — М.: УРСС, 2004.
- Сартр Ж.-П. Трансценденция эго: Набросок феноменологического описания./ Пер.с фр. Д.Кралечкина. — М.: Модерн, 2012

Сартр Ж.-П. Портрет антисемита [: новелла «Детство вождя» / «Стена», 1939 и эссе «Размышления о еврейском вопросе», 1944, 1946 ] / Пер. с фр. Г. Ноткина. — СПб.: Азбука, 2006. — 256 с. — ISBN 5-352-01194-1 («Азбука-классика» pocket-book)
- Сартр Ж.-П. Пьесы. М.: Флюид, 2008.
  - Мухи / Пер. с фр. Л. Зониной
  - Мертвые без погребения / Пер. с фр. Е. Якушкиной
  - Почтительная потаскушка (Лиззи Мак-Кей) / Пер. с фр. Л. Большинцовой
  - Дьявол и Господь Бог / Пер. с фр. Е. Пучковой
  - Затворники Альтоны / Пер. с фр. Л. Большинцовой
- Сартр Ж.-П. Человек в осаде / Сост., вступ. ст., примеч. Л. Н. Токарева. М.: Вагриус, 2006.
  - Слова / Пер. с фр. Ю. Я. Яхниной и Л. А. Зониной
  - Дневники «странной войны». Сентябрь 1939 — март 1940 (фрагменты книги) / Пер. с фр. О. Е. Волчек и С. Л. Фокина
  - Экзистенциализм — это гуманизм / Пер. с фр. М. Н. Грецкого
  - Почему я отказался от Нобелевской премии
  - Беседы Жана Поля Сартра с Симоной де Бовуар в августе-сентябре 1974 / Пер. с фр. Л. Н. Токарева

### Публикации на русском языке
- Сартр Ж.-П. Очерк теории эмоций / Пер. с фр. Е. Е. Насиновской и А. А. Пузырея, в книге «Психология эмоций», сост. В. К. Вилюнас. — СПб.: Питер, 2008.

## Экранизации

### Художественные фильмы
- 1947 — Последний шанс — по сценарию «Ставок больше нет»
- 1952 — Добродетельная шлюха — по одноимённой пьесе
- 1953 — Гордецы — по роману «Тиф»
- 1954 — За закрытыми дверями — по одноимённой пьесе
- 1962 — Затворники Альтоны — по одноимённой пьесе
- 1986 — Игра хамелеона — по пьесе «Некрасов»
- 1994 — Интим — по одноимённому рассказу

## Память
- В VI округе Парижа в квартале Сен-Жермен-де-Пре есть площадь Жана-Поля Сартра и Симоны де Бовуар.

### Писатель
- Великовский С. Жан Поль Сартр о самом себе (Слова) // Великовский С. И. Умозрение и словесность: Очерки французской культуры. — М.; СПб.: Университетская книга, 1998.
- Великовский С. Сартр — литературный критик // Великовский С. И. Умозрение и словесность: Очерки французской культуры. — М.; СПб.: Университетская книга, 1998.
- Власова Т. В. Одиночество как залог возрождения (По материалам научной конференции «Теология, философия и психология одиночества», Владивосток, 1995).
- Ерофеев В. В. Проза Сартра
- Зенкин С. Н. Сартр и сакральное // Новое литературное обозрение. — 2005. — № 6.
- Шибанов И. Идет война — я буду воевать: пьеса «Грязными руками»  (недоступная ссылка с 12-05-2013 [4480 дней])

### Мыслитель
- Гасилин А. В. Экзистенциальный психоанализ Сартра как метод философской антропологии // Филология: научные исследования. — 2015. — № 4. — С. 331—339.
- Кандалинцева Л. Е. Проблема свободы в социальной философии Франции : А. Камю, Ж.-П. Сартр : автореф. дис. … канд. филос. наук : 09.00.11 / Рос. гос. аграр. заоч. ун-т. — Москва, 2000. — 23 с.
- Мамардашвили М. К. Категория социального бытия и метод его анализа в экзистенциализме Сартра
- Черненко С. В. Функция воображения в концепции «mauvais foi» Ж.-П. Сартра // Философия о предмете и субъекте научного познания. / Под ред. Э. Ф. Караваева, Д. Н. Разеева. — СПб.: Санкт-Петербургское философское общество, 2002. — C. 181—207.

### Политик
- Бабич Д. История письма Сартра в защиту Иосифа Бродского // Комсомольская правда. 1992. 19 декабря. — С. 22.
- Боуман Э. А. Современный кризис капитализма: проблема освобождения человека: взгляд Ж.-П. Сартра // Альтернативы. — 1996. — № 1.
- Сидоров, А. Н. Жан-Поль Сартр и либертарный социализм во Франции (50—70-е гг. XX в.). — Иркутск: Издательство ИрГТУ, 2006.
- Тесля А. А. Экзистенциальный опыт понимания социального: Рецензия на книгу: Сартр Ж.-П. Портрет антисемита: Пер. с фр. Г. Ноткина. — СПб.: Азбука, 2006. — 256 с. // Хронос
- Возраст зрелости (Аудиокнига)  (недоступная ссылка с 12-05-2013 [4480 дней])